# Suzuki (album)
Pour les articles homonymes, voir Suzuki (homonymie).
Albums de Tosca
Opera Suzuki in Dub
Suzuki est le deuxième album de Tosca après Opera. Il est sorti en 2000. Le disque, d'ambiance downtempo, possède un certain groove, sans être franchement dansant. Le recours aux carillons et aux chuchotements contribue à cette atmosphère. Les voix, subtiles, ne perturbent jamais la tranquillité de l'album.

## Liste des titres
| Suzuki | Suzuki           | Suzuki | Suzuki | Suzuki | Suzuki | Suzuki | Suzuki | Suzuki | Suzuki |
| No     | Titre            | Durée  |        |        |        |        |        |        |        |
| ------ | ---------------- | ------ | ------ | ------ | ------ | ------ | ------ | ------ | ------ |
| 1.     | Pearl in         | 0:25   |        |        |        |        |        |        |        |
| 2.     | Suzuki           | 6:04   |        |        |        |        |        |        |        |
| 3.     | Annanas          | 6:34   |        |        |        |        |        |        |        |
| 4.     | Orozco           | 5:25   |        |        |        |        |        |        |        |
| 5.     | Busenfreund      | 5:15   |        |        |        |        |        |        |        |
| 6.     | Honey            | 5:57   |        |        |        |        |        |        |        |
| 7.     | Boss on the Boat | 6:03   |        |        |        |        |        |        |        |
| 8.     | John tomes       | 5:04   |        |        |        |        |        |        |        |
| 9.     | Ocean beat       | 4:32   |        |        |        |        |        |        |        |
| 10.    | The key          | 7:00   |        |        |        |        |        |        |        |
| 11.    | Doris dub        | 4:00   |        |        |        |        |        |        |        |
| 12.    | Pearl off        | 3:13   |        |        |        |        |        |        |        |
| 59:33  |                  |        |        |        |        |        |        |        |        |

## Crédits
- Richard Dorfmeister
- Rupert Huber
- Anna Clementi, Mike Daliot (voix)
- Markus Rössle (photographie)
- Bo Kondren (mastering)